# T.C. Ziraat Bankası Spor Kulübü 2012-2013
Questa voce raccoglie le informazioni riguardanti il T.C. Ziraat Bankası Spor Kulübü nella stagione 2012-2013.

## Organigramma societario
Area direttiva
- Presidente: Ali Aras

Area organizzativa
- Team manager: Şükrü Çobanoğlu, Erkan Sporeli

Area tecnica
- Allenatore: Veljko Bašić
- Secondo allenatore: Yağmur Kurt
- Statistico: Emre Dirier

Area sanitaria
- Massaggiatore: Hamza Güçlü

## Rosa
| N° | Nome             | Ruolo | Data di nascita   | Nazionalità sportiva |
| -- | ---------------- | ----- | ----------------- | -------------------- |
| 1  | Koray Şahin      | C     | 17 maggio 1993    | Turchia              |
| 2  | Orçun Ergün      | P     | 24 maggio 1992    | Turchia              |
| 4  | Alper Demirciler | L     | 1º febbraio 1993  | Turchia              |
| 5  | Burak Güngör     | S     | 28 luglio 1993    | Turchia              |
| 6  | Emre Şenol       | S/O   | 1º gennaio 1993   | Turchia              |
| 7  | Kaan Çiçek       | S     | 29 giugno 1993    | Turchia              |
| 8  | Gökhan Gökgöz    | S     | 6 gennaio 1993    | Turchia              |
| 9  | Mustafa Kavaz    | S     | 30 marzo 1983     | Turchia              |
| 10 | Berkan Bozan     | P     | 28 maggio 1991    | Turchia              |
| 11 | Murat Karakaya   | S     | 27 giugno 1987    | Turchia              |
| 14 | Serkan Oğuz      | S/O   | 10 agosto 1987    | Turchia              |
| 15 | Adriano Lamb     | P     | 16 settembre 1980 | Brasile              |
| 17 | Cüneyt Dağcı     | C     | 13 febbraio 1985  | Turchia              |
| 18 | Uğur Güneş       | C     | 11 agosto 1993    | Turchia              |